# Вальхен (озеро)
Вальхензеє або озеро Вальхен (нім. Walchensee) — одне з найглибших і найбільших альпійських озер в Німеччині, з максимальною глибиною 192,3 метри і площею 16,4 квадратних кілометрів. Озеро знаходиться 75 км на південь від Мюнхена посеред Баварських Альп. Все озеро, включаючи острів Сассау, знаходиться в межах муніципалітету Кохель. На сході і півдні озеро межує з муніципалітетом Яхенау.

## Етимологія
Назва Вальхен походить із середньоверхньонімецької і означає «чужі». Всі римські та романські народи Альп на південь від Баварії були відомі місцевим жителям як Вельше або Вальхе — волохи. Це також стосується етимології швейцарського озера Вален та зальцбурзького Валлерзеє.
Інша можлива інтерпретація полягає в тому, що назва походить від латинського Lacus vallensis, що означає «озеро в долині». На картах 16-го століття озеро також позначене як dicto Italico, що означає «що веде до Італії», ймовірно, тому, що маршрут через долину Вальхензеє проходив через Міттенвальд і Інсбрук до Італії.

## Географія

### Виникнення
Вальхензеє заповнює тектонічну долину, частину баварської синкліналі і з порід тріасового періоду. Величезна глибина озера, 192,3 метри, є результатом цього тектонічного утворення. Скелі північно-західного узбережжя чітко показують круте розташування гірських порід. Утворення озера силами горотворення свідчить про те, що Вальхензе може бути одним з найстаріших озер Німеччини. Під час льодовикового періоду льодовик Ізар-Лойсах неодноразово залишав свій відбиток на морфології району і тим самим на Вальхензеє.

### Розташування та навколишні громади

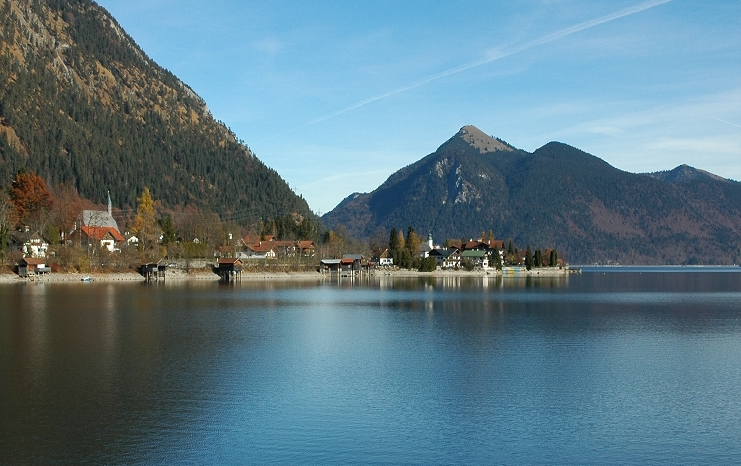
Село Вальхензеє

Озеро має берегову лінію приблизно 27 кілометрів і містить 1,3 кубічних кілометри води. Річка Яхен — природний витік озера, на схід через долину Яхенау до Ізару. Обернах — найбільша природна притока озера, що входить із південного заходу. Разом зі штучною притокою озеро має водозбірний басейн площею 780 км2.
Вальхензеє знаходиться на висоті 802 метри над рівнем моря. Оточене лісистими горами. На північному заході виступає група Герцогштанд — Гаймґартен на висотою 1731 м і 1790 м відповідно, на захід — долина Ешенляйне. Південна сторона долини Ешенляйне — Зіметсберг (1836 м), що є кінцем Естерських гір. На південь від озера село Альтлахер Гохкопф відділяє Вальхен від долини Ізара. На східному узбережжі знаходиться Яхенау, довга альпійська долина, що тягнеться в напрямку Ленггріса. На північному сході переважає Бенедіктенванд. Трохи далі на захід — Йохберг (1565 м), що завершує стіну долини. Між Герцогштандом і Йохбергом знаходиться маленький Кессельберг, який виглядає як перевал між двома вищими вершинами, але фактично відділяє Вальхен від озера Кохель, що знаходить на 200 метрів нижче.
Безпосередньо на західному березі озера розташоване крихітне поселення Люфткурорт Вальхензеє, де проживає лише близько 600 мешканців. Вальхензеє належить до муніципалітету Кохель, як і ще менші поселення Урфельд на північній околиці озера, Цверген на західному березі, а також будинки Ейнсідль-ам-Вальхензее на орографічному лівому березі Обернаха на крайньому південно-західному кінці озера. Між населеними пунктами Вальхензее і Айнзідль півострів Каценкопф простягається у озеро на 2 кілометри. На цьому півострові знаходиться поселення Цверген.

### Клімат

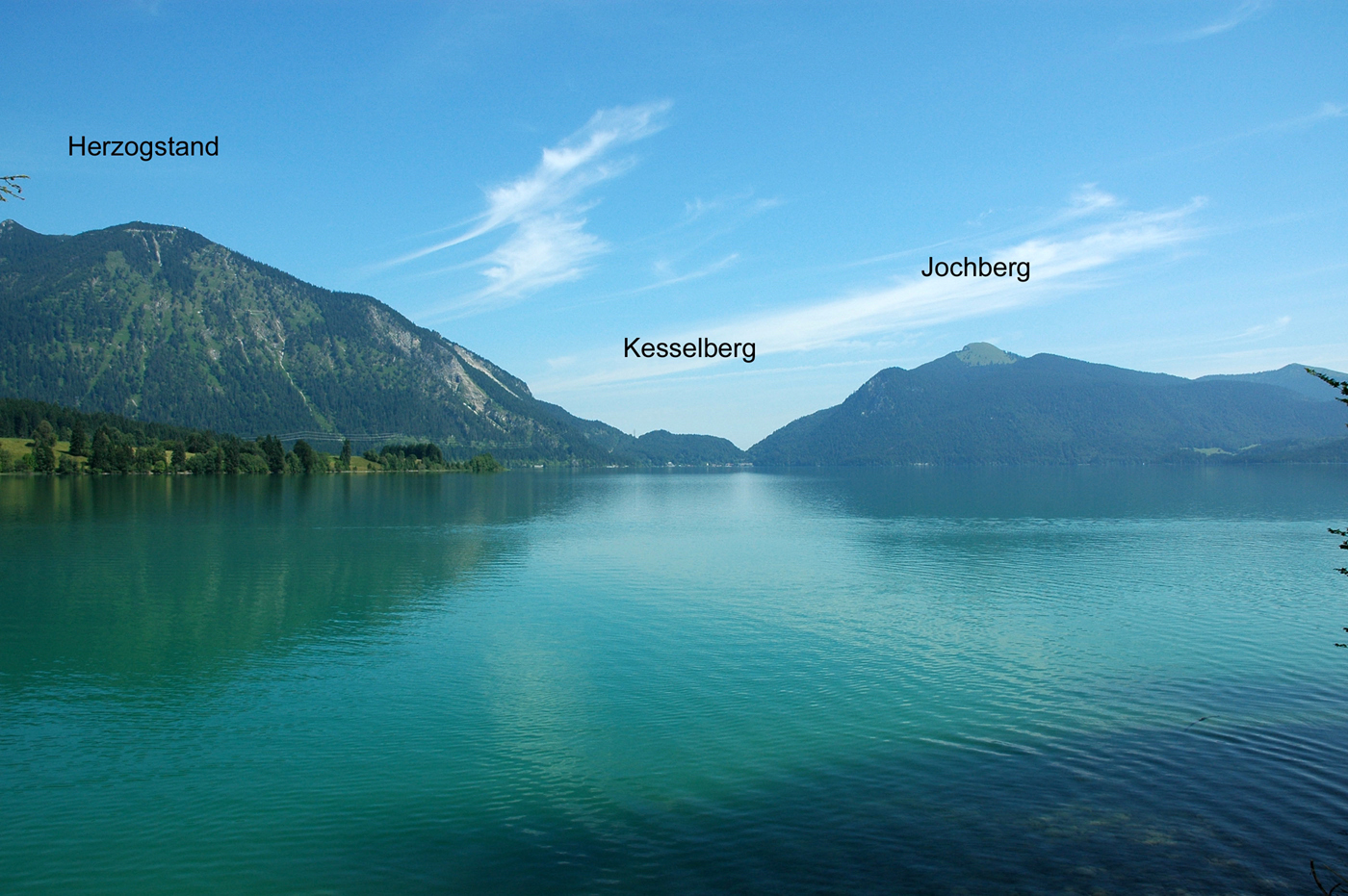
Кессельберг у перевалі між Герцогштандом і Йохбергом

Завдяки своєму розташуванню в долині, озеро захищене від північних і східних вітрів. Відносно низькі гори на південному березі дозволяють отримати оптимальну кількість сонячного світла, надаючи Вальхензеє більш м'який клімат, ніж можна очікувати в горах. Протягом літніх місяців тепло на південній стороні Герцогштанда та Йохберга створюють сильні термальні колони в сонячні дні. Стабільний тепловий вітер дме в цілому на південний захід. Коли терміки переносять насичені повітряні маси з Вальхензеє високо в повітря і змішуються з повітрям з більш північного Кохельзеє, це може призвести до особливо сильних гроз.
На відміну від фену, коли катабатний вітер дме з півдня на північ, сухе повітря забезпечує чудову видимість.

## Історія
З доісторичних часів місцеве населення, ймовірно, відчувало тісний зв'язок з озером; наприклад, до 18-го століття було прийнято викидати освячені золоті монети в найглибшу частину озера.
Через багатство рибою монастирі Бенедиктбоєрн і Шледорф заявили про влолодіння озером вже у 740 році. Монастирі володіли озером до секуляризації в 1803 році. Монастир в Бенедіктбеерні мав більше прав, ніж Шледорф. Сьогодні власником озера є Баварія.
У Мюнхені близько 1900 року народилася ідея використання 200-метрового падіння висоти між озерами Вальхен і Кохель для генерації енергії. Вже до 1903 року були проведені занурення для огляду дна озера. Рушійною силою цього заходу був Оскар фон Міллер, який у 1903 році заснував Німецький музей . Процес схвалення продовжувався до 1918 року. Будівельні роботи почалися відразу після Першої світової війни . 24 січня 1924 року вода з Вальхензеє вперше почала крутити турбіни на ГЕС Вальхензеє на березі Кохельзеє.
Під час Другої світової війни щонайменше два літаки потонули в озері. У квітні 1945 року вермахт і чиновники рейхсбанку затвердили план зберігання принаймні частини запасів німецького рейхсбанку в Айнзідлі, невеликому селі на південно-західному березі. Згодом активи були заховані в невідомому місці в скелях над електростанцією в Обернаху. Активи складалися з 365 мішків, кожен з двома золотими злитками, дев'ятьма конвертами із золотими документами, чотирма золотими ящиками, двома мішками золотих монет, шістьма ящиками данських монет і 94 мішків іноземної валюти. Іноземна валюта складалася переважно з доларів США і швейцарських франків. 6 червня 1945 року скарб був переданий союзникам. 100 золотих злитків і всі долари США і швейцарські франки були відсутні. Можливо, є й інші скарби, в яких приховані цінні речі, такі як інші валюти чи дорогоцінні камені. Навіть сьогодні продовжуються спекуляції про існування та точне розташування таких сховищ.
З 1950-х років озеро стало популярним місцем для одноденних поїздок з Мюнхена та інших міст Баварії, а також для туристів. Місцеве населення зараз живе головним чином з туризму.

## Біологія

### Екологія

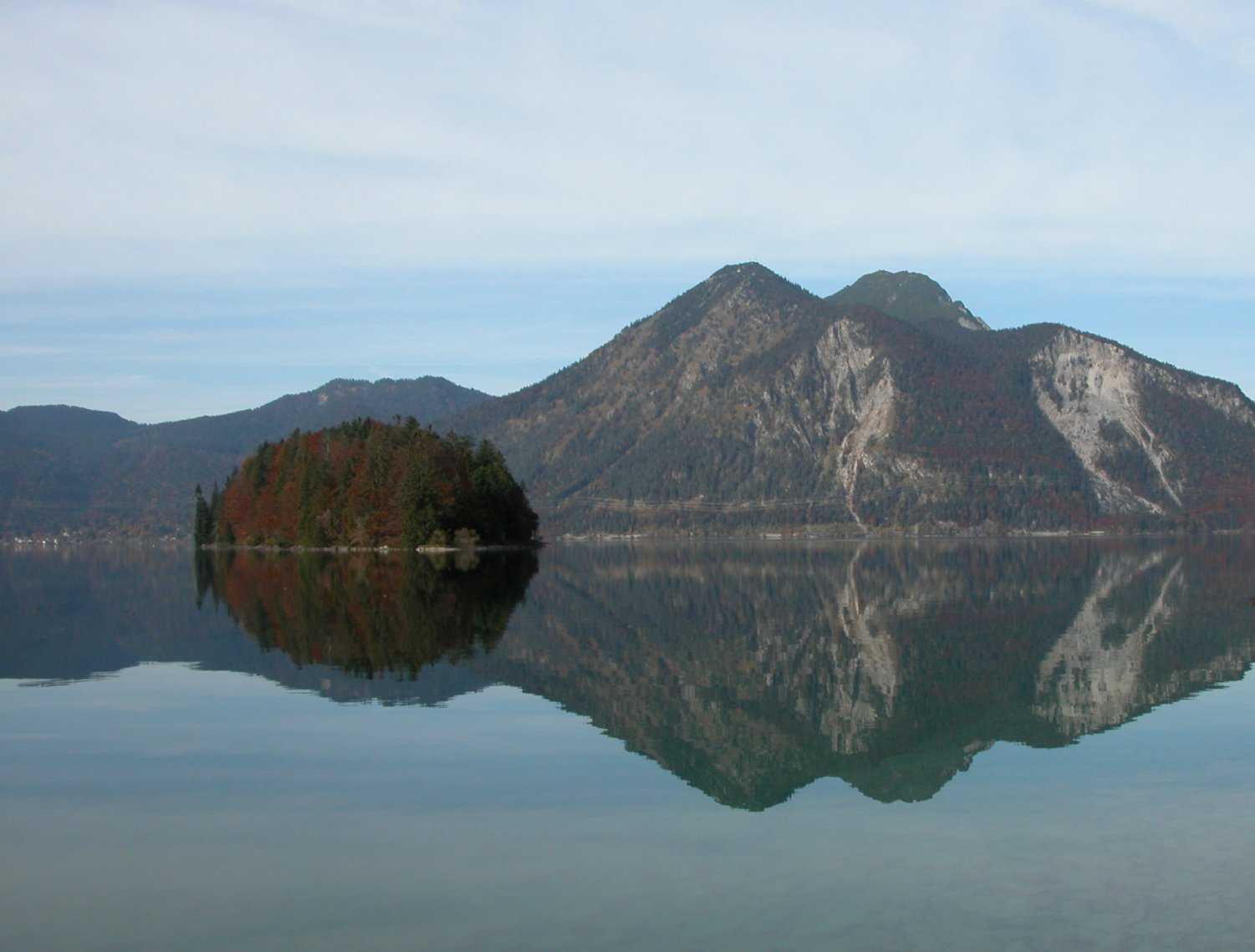
Острів Сассау

Чиста вода із середньою видимістю 8–10 м завдячує бірюзово-зеленому кольору відносно високій частці карбонату кальцію. Води Вальхензеє оцінюються як якість 1 класу. Температура води відносно низька, що характерно для гірського озера. Влітку температура води коливається від 17 °C до 20 °C і від 10 °C до 16 °C навесні і восени. Навантаження поживними речовинами на спочатку оліготрофному озері знизилося з середини 1980-х років через поліпшення санітарії в Міттенвальді.
Вальхензеє, включаючи його береги, має статус захищеної ландшафтної зони (Lanschaftsschutzgebiet). Із 7 кілометрів південного берега 2,5 км відводяться для рекреаційних цілей, таких як купання. Інша частина берега в основному занадто крута. Західний берег озера є нерозвиненим, за кількома винятками.
Острів Сассау (2,9 га) є природним заповідником і закритий для відвідуванн. Острів має 367 м довжини і 93 м ширини із західного боку. На сході ширина вдвічі менша. Найвища точка — 12 м над поверхнею озера.

### Флора і фауна
Вперше нові види риб було запущено в озеро більше 500 років тому: сиги були завезені з Кохельзе в 1480 році, а потім палії з Тегернзее. Озерне середовище можна розділити на три зони: берег, дно і відкриту воду.
Більше 50 % видів риб, які тут живуть, знаходяться під загрозою або принаймні знаходяться під загрозою зникнення в Баварії, включаючи сома та рутилус. Беззубка також входить до Червоного списку МСОП рослин і тварин під загрозою.
 У 2003 році Верхня Баварія розпочала проект поповнення Вальхензеє європейськими широкопалими раками Astacus astacus. Для цієї мети 1900 раки були виловлені у Айбзеє, на захід від Гарміш-Партенкірхен.

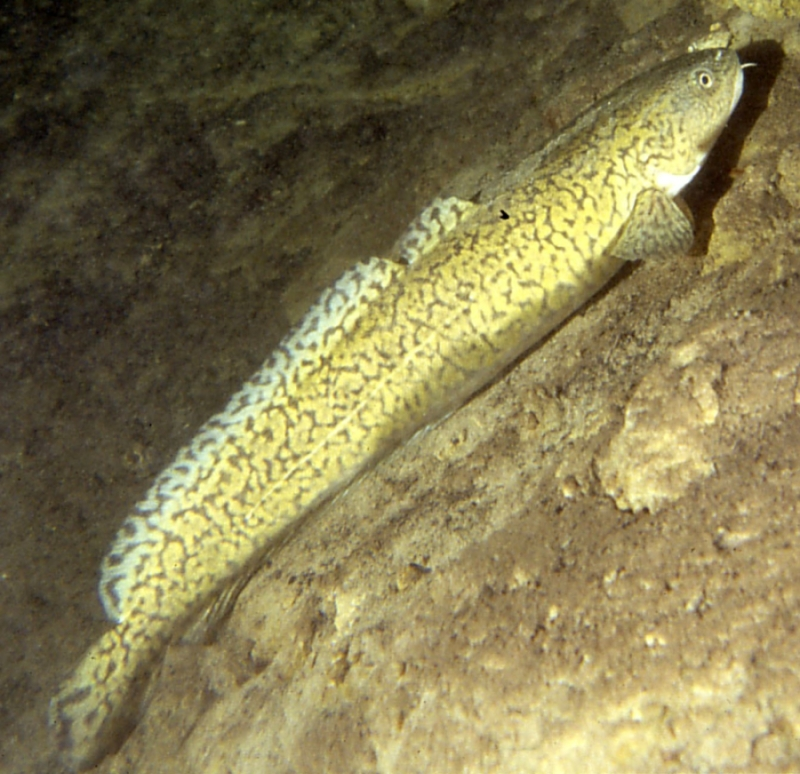
Минь на березі озера Вальхензее

Озеро та острів Сассау пропонують чудові можливості для розмноження багатьох видів птахів і безпечні місця для зимівлі або відпочинку для мігруючих птахів. На додаток до пірникіз сірощоких і чорношиїх, крижнів і лисок, іноді спостерігаються крехи та полярні гагарки .
Ranunculus fluitans і водопериця колосиста ростуть трохи нижче поверхні біля берега і в затоках озера. Одноклітинні організми як рослинні (діатомові і зелені водорості), так і тваринні (водяні блохи, циклопи) Зустрічаються практично в усіх районах озера. Місцеві очерет і куга ростуть біля берега а латаття біле і глечики жовті пропонують укриття для вужів та інших тварин.

## Туризм

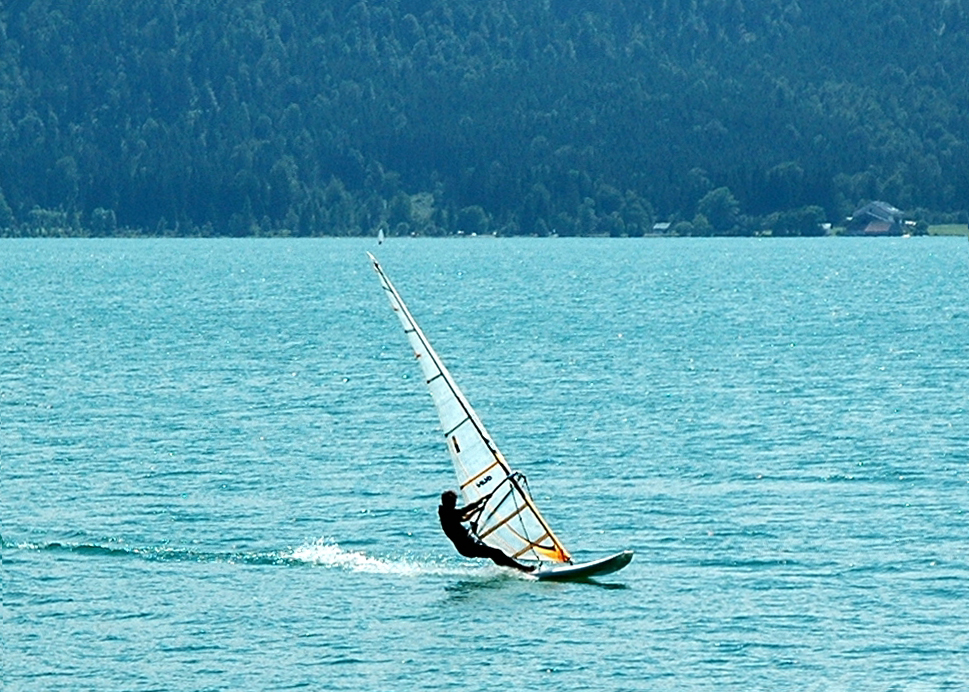
Віндсерфер біля західного берега

Як і інші великі озера, такі як Тегернзее, Вальхензеє відіграє важливу роль у туризмі регіону. Ентузіасти віндсерфінгу і вітрильного спорту користаються безперервними тепловими вітрами літніх місяців. Створення терміків підтримується вітрами зі Сходу або Півночі і відносно високими денними і нічними температурами. Чиста вода із видимістю до 40 метрів та ціла низка затонулих автомобілів, човнів і навіть літаків роблять озеро особливо цікавим для аквалангістів. На додаток до звичайних заходів, таких як плавання і походи, ті, хто шукає відпочинок в зимові місяці, можуть мандрувати і кататися на лижах по околицях.

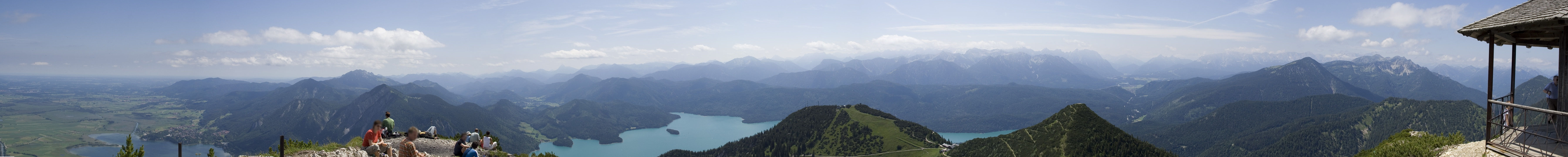
Панорама з вершини Герцогштанда

Гірськолижний підйомник Herzogstandbahn працює від весни до осені і піднімає від села Вальхензеє до гори Фаренберг. Звідти можна пройти до вершини Герцогштанд за 30-45 хвилин.

## Цікаві місця

### Електростанція

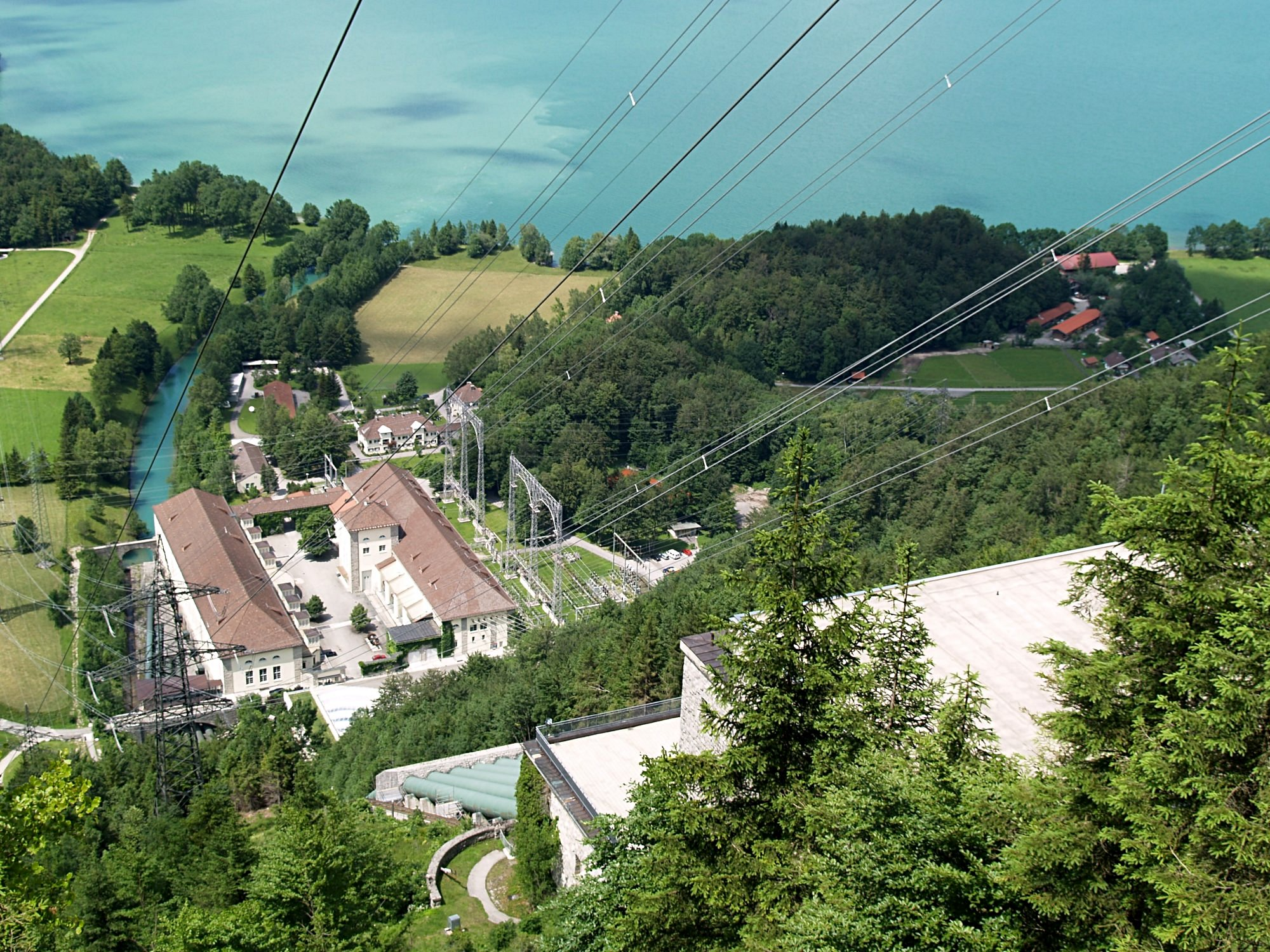
Електростанція зі шлюзом і озеро Кохель

У 1924 році Bayernwerk AG ввів у експлуатацію електростанцію на південному березі озера Кохель. Шість труб переносять воду з Вальхензеє на 200 м вниз по горі до гідроелектростанції. Для того, щоб збільшити кількість доступної води, було прокладено 7-кілометровий тунель у горі Карвендель, щоб пустити у Вальхензеє частину води із річок Рісбах і Ізар. В цілому, об'єм озера — в середньому 1,3 млрд куб. метрів. Дві невеликих гідроелектростанції були побудовані безпосередньо на Вальхензеє: одна у гирлі Нідернах на південному сході і одна на Обернах на південному заході.
Велика кількість води забирається з озера лише в зимові місяці, щоб не заважати туристичній індустрії під час пікового сезону. Через великі коливання рівня води взимку озеро більше не замерзає.
- Максимальний рівень води 802 м над рівнем моря
- Номінальний рівень води 801,5 м над рівнем моря
- Мінімальний рівень води 795 м над рівнем моря

Лід, який утворюється в окремих бухтах, дуже тонкий і недостатній для пересування людей по ньому.

### Затонулі об'єкти

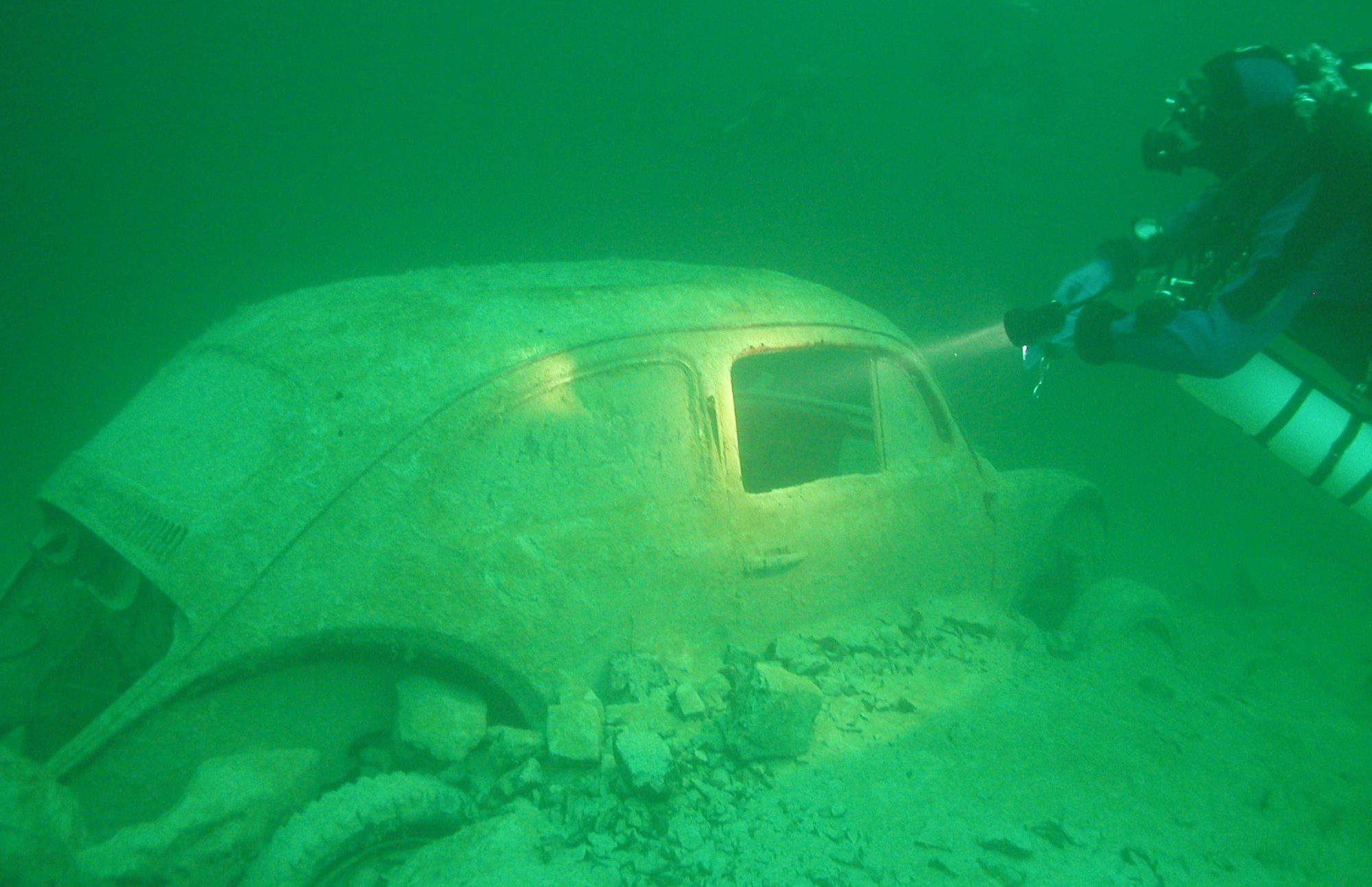
Старий VW на дні озера

На березі озера є низка затонулих об'єктів, у тому числі три літаки. З Другої світової війни є Messerschmitt Bf 109 і британський бомбардувальник Avro Lancaster. Серед уламків були знайдені залишки Aero Commander 680W. Висококриловий двомоторний літак з маркуваннями D-ID MON врізався в озеро 27 грудня 1978 року після того, як його хвіст переламався. Літак розбився на мілководді і був тут же врятований разом з його екіпажем.
Затонулі рештки двох автомобілів біля берега, Volkswagen Beetle та Ford, є також популярними об'єктами дослідження для водолазів.

### Пейзажний живопис
У 1934 році художник Лоренцо Куагліо молодший увічнив Вальхензеє в олійній картині під назвою Der Walchensee. Картина висить на сьогодні в Мюнхенському міському музеї.

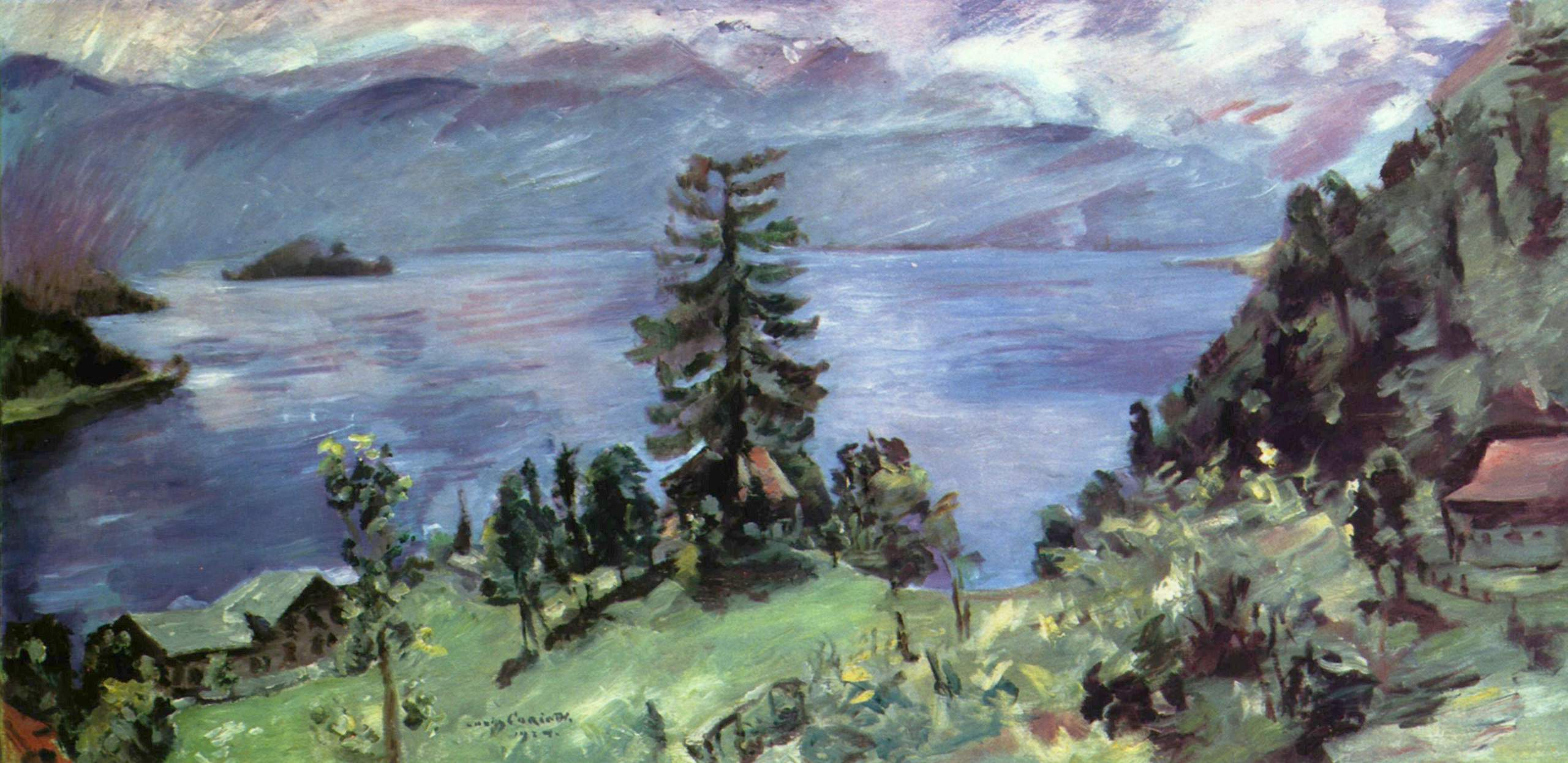
Ловіс Коринф : Панорама Вальхензее — Вид з висоти (1924)

Після Першої світової війни художник Ловіс Корінт купив будинок в Урфельді. З 1919 до кінця життя в 1925 році імпресіоніст провів свої літні місяці разом з дружиною біля озера. Його успіх як художника-ландшафтиста опирається на роботи, які він створив у Вальхензеє. Він намалював більше 60 з таких картин.